# Századok (folyóirat)
A Századok című folyóirat a Magyar Történelmi Társulat periodikája, amely 1867 óta jelenik meg.
Az 1867 májusában megalakult Társulat egyik első döntése a saját folyóirat megindítása volt. A lap 1867. júliusi megalapításakor a szerkesztő Thaly Kálmán volt, majd 1875-ben Szilágyi Sándor vette át a feladatot. Első száma 1867 augusztusában került az olvasók kezébe. A következő években évente tizenegy füzetet jelentetett meg, az 1920-as években csak összevont évfolyamokra futotta az anyagi lehetőségekből. A húszas évek végén a lap gazdasági helyzete azáltal stabilizálódott, hogy a Klebelsberg Kuno vezette kultuszminisztérium minden középiskola számára előfizette.
Munkatársai a korszak neves történészei és tudósai, például Gombos Ferenc Albin, Károlyi Árpád, Mályusz Elemér, Tagányi Károly, Thallóczy Lajos, Wenzel Gusztáv voltak.
2007 decemberében DVD-n is megjelent az addigi 141 évfolyam anyaga.

## Külső hivatkozás
- A folyóirat honlapja
- szabadon hozzáférhető digitalizált kötetek:

1867 (1),
1868 (2), 1870 (4), 1872 (6), 1873 (7), 1874 (8), 1875 (9), 1876 (10), 1877 (11), 1879 (13), 1880 (14), 1881 (15), 1882 (16), 1883 (17), 1884 (18), 1885 (19), 1886 (20), 1887 (21), 1888 (22), 1889 (23), 1890 (24), 1891 (25), 1892 (26), 1893 (27), 1894 (28), 1896 (30), 1897 (31), 1898 (32), 1899 (33), 1900 (34), 1901 (35), 1902 (36), 1903 (37), 1904 (38), 1905 (39), 1906 (40), 1907 (41), 1908 (42), 1975
- Kötetek a REAL-J-ben